# Odd F. Lindberg
Odd F. Lindberg, född 1945, död 8 november 2021, var en norsk författare, journalist och fotograf, mest känd för sin kritik av norsk säljakt. 
Lindberg blev uppmärksammad efter en rapport och en dokumentärfilm han gjort under sitt arbete som sälfångstinspektör i Norge, där han menade att olagligheter och grym behandling förekom. Filmen visades första gången på SVT2 9 februari 1989. 
Rapporten hemlighetstämplades och Odd F. Lindberg dömdes i Norge för ärekränkning och blev skyldig att betala skadestånd. Lindberg menade att den norska domen stred mot Europakonventionen angående mänskliga rättigheter. Han överklagade till Europadomstolen och vann, vilket ledde till att den norska domen revs upp. Detta kom att innebära en utvidgning av yttrandefriheten i Norge, då det ledde till ett prejudikat med innebörden att ärekränkning inte längre räcker som grund för att hemligstämpla offentliga handlingar.
Lindberg flyttade 1992 till Sverige och slog sig ned på en gård i Färgelanda i södra Dalsland. År 2001 uppdagades vanvårdade djur på Lindbergs gård. Bland annat fick fyra kor avlivas. Ärendet gick till åtal. Lindberg gick denna gång över gränsen till Norge. Till slut lade åklagaren ned ärendet eftersom han gjorde bedömningen att det aldrig skulle gå att få till stånd en rättegång och en fällande dom.

## Svenska översättningar
- På sälfångst i Vesterisen (översättning av Ulf Svedberg, Norstedt, 1989)
- Lilla sälungen (översättning: Mona Eriksson, Natur och kultur, 1997)